# Saint-Michel-de-Llotes
Saint-Michel-de-Llotes is een gemeente in het Franse departement Pyrénées-Orientales (regio Occitanie) en telt 269 inwoners (1999). De plaats maakt deel uit van het arrondissement Prades.

## Geografie
De oppervlakte van Saint-Michel-de-Llotes bedraagt 8,8 km², de bevolkingsdichtheid is 30,6 inwoners per km².
De onderstaande kaart toont de ligging van Saint-Michel-de-Llotes met de belangrijkste infrastructuur en aangrenzende gemeenten.

## Demografie
Onderstaande figuur toont het verloop van het inwonertal (bron: INSEE-tellingen).